# Francisca Pizarro Yupanqui
Francisca Pizarro Huaylas Yupanqui (Jauja de la gobernación de Nueva Castilla, Imperio español, 28 de diciembre de 1534 – Trujillo de la Extremadura leonesa, Corona de España, 1598) era una descendiente directa de emperadores incas por línea materna y la hija del conquistador Francisco Pizarro. Actualmente es recordada como la «primera mestiza» del Perú.

## Biografía

### Infancia y juventud
Francisca Pizarro Huaylas Yupanqui era la hija del conquistador español Francisco Pizarro y de la princesa inca Quispe Sisa. Por línea materna, era la nieta del emperador inca Huayna Cápac y de la cacique de Hananhuaylas Contarhuacho, y la sobrina de los emperadores Huáscar, Atahualpa y Manco Inca. Ella y su hermano Gonzalo, quien falleció niño, fueron reconocidos como los legítimos herederos de los Pizarro y de la Casa real incaica por el emperador Carlos V en la real cédula del 12 de octubre de 1537.
La mayor parte de su familia más directa murieron durante la Conquista del Perú entre 1524 y 1560. Tras el fallecimiento de su padre en 1541, Francisca, quien solo tenía 7 años, fue cortejada por los principales notables españoles del Perú, entre ellos su tío Gonzalo Pizarro, que tenía entonces treinta años, y que juntos hubieran compuesto una poderosa pareja, como temió el Consejo de Indias, con capacidad de intentar coronarse reyes del Perú. Sin embargo, como parte de la estrategia de la Corona española para pacificar el Perú se desplazó a los Pizarro a Europa, incluida la primera mestiza, intento que consiguió frustrar a Agustín de Zárate, aunque Gonzalo pronto sería abandonado frente al poder del rey de España, representado por los virreyes Blasco Núñez Vela y Pedro de la Gasca, y derrotado definitivamente en la batalla de Jaquijahuana. 

### Vida cortesana
Francisca fue llevada a España en 1550, acompañada en su viaje por su padrastro Francisco de Ampuero, alcalde de Lima y segundo esposo de su madre, y se casó allí en primeras nupcias a la edad de veinte años con su tío Hernando Pizarro, de avanzada edad. El matrimonio tuvo cinco hijos: Francisco, Juan, Gonzalo, Isabel e Inés, cuya descendencia se ha extinguido. Tras el fallecimiento de Hernando en 1580, Francisca se casó en segundas nupcias con el aristócrata Pedro Arias Portocarrero, hijo de los segundos Condes de Puñonrostro, trasladándose a la corte de Madrid.
Fuera de la vida tempestuosa de la conquista, fue conocida en España como Francisquita, llevando entonces una vida fundamentalmente cortesana. Fue la promotora de la construcción del Palacio de la Conquista, en la Plaza Mayor de Trujillo, España, de la Catedral de la plaza mayor de Lima , así como otras obras y donaciones, destacando el Convento de la Merced de Trujillo, donde estuvo Tirso de Molina, quien no la olvidó en sus escritos elogiándola en su obra "Amazonas en las Indias".

## En la cultura popular
- Se han escrito diversos libros sobre Francisca Pizarro Yupanqui, entre ellos, la novela histórica Francisca, Princesa del Perú (Penguin Random House, 2023) de Alonso Cueto.
- Renata Flores escribió e interpretó una canción llamada «Francisca Pizarro» en su álbum Isqun.